# 204 (numero)
Duecentoquattro (204)  è il numero naturale dopo il 203 e prima del 205.

## Proprietà matematiche
- È un numero pari.
- È un numero composto, con 12 divisori: 1, 2, 3, 4, 6, 12, 17, 34, 51, 68, 102, 204. Poiché la somma dei divisori (escluso il numero stesso) è 300 > 204, è un numero abbondante.
- È un numero semiperfetto in quanto pari alla somma di alcuni (o tutti) i suoi divisori.
- È un numero rifattorizzabile, essendo divisibile per il numero dei suoi divisori.
- È un numero di Harshad nel sistema numerico decimale.
- È un numero ennagonale e 69-gonale.
- È l'ottavo numero piramidale quadrato (quindi somma dei primi 8 quadrati), ed è il numero di quadrati che si possono contare in una scacchiera.
- È un termine della successione di Mian-Chowla, il più piccolo numero dopo 182 tale che la somme di coppie di termini precedenti siano tutte distinte.
- È un numero malvagio.
- È la somma di due numeri primi gemelli (204=101+103) e di sei numeri primi consecutivi (204=23+29+31+37+41+43).
- Può essere espresso in due modi diversi come differenza di due quadrati (204=20²−14²=52²−50²).
- È parte delle terne pitagoriche (85, 204, 221), (96, 180, 204), (153, 204, 255), (204, 253, 325), (204, 272, 340), (204, 560, 596), (204, 595, 629), (204, 855, 879), (204, 1147, 1165), (204, 1728, 1740), (204, 2597, 2605), (204, 3465, 3471), (204, 5200, 5204), (204, 10403, 10405).
- È un numero palindromo e un numero a cifra ripetuta nel sistema numerico esadecimale.
- È un numero pratico.

## Astronomia
- 204P/LINEAR-NEAT è una cometa periodica del sistema solare.
- 204 Kallisto è un asteroide della fascia principale.
- NGC 204 è una galassia lenticolare della costellazione dei Pesci.

## Astronautica
- Cosmos 204 è un satellite artificiale russo.

## Altri ambiti
- È il numero di gradini di pietra nella piramide di Cheope.